# Vale do Jequitinhonha

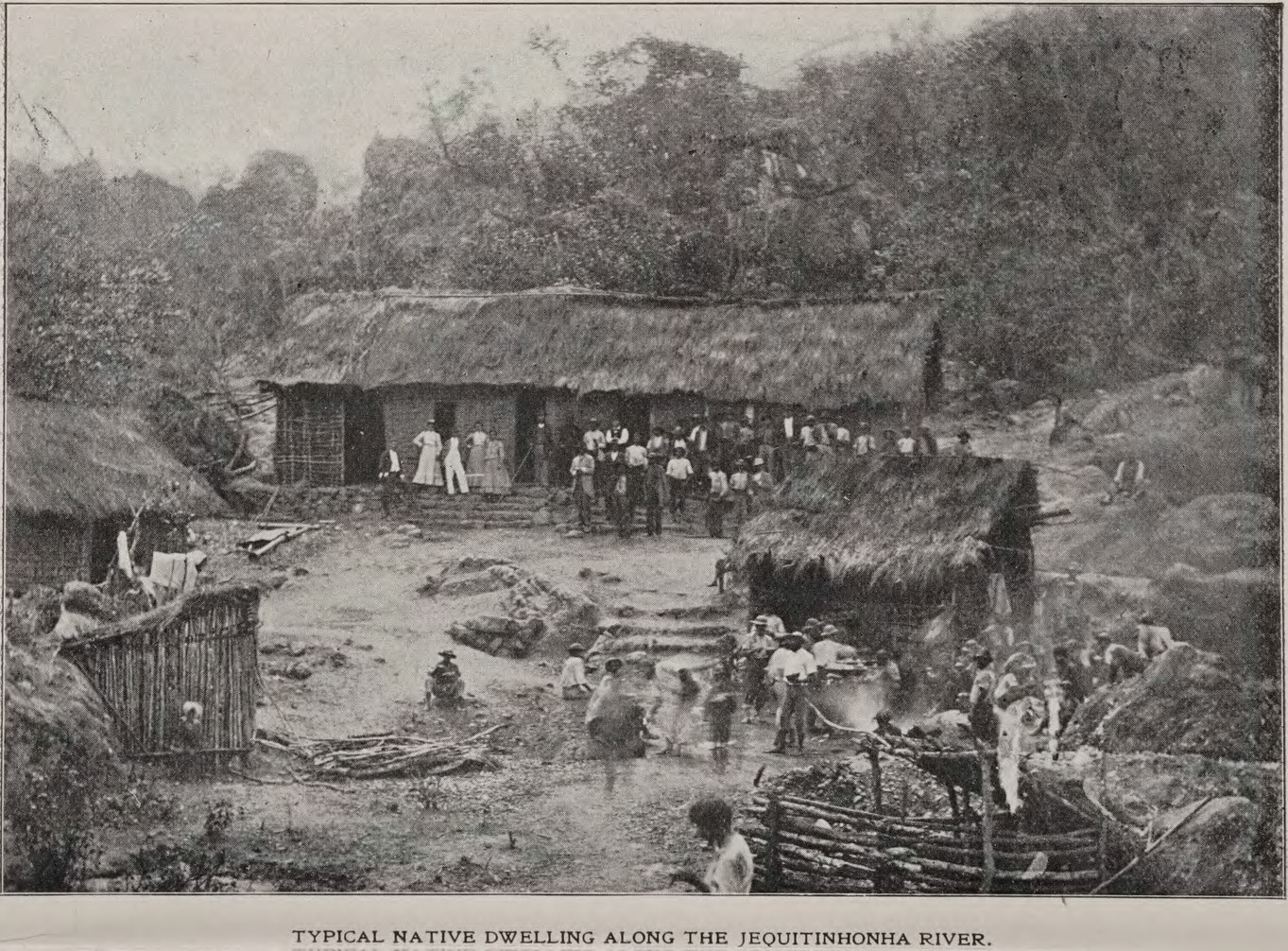
Ocupação humana em 1903

O Vale do Jequitinhonha é uma região do estado brasileiro de Minas Gerais, na Região Sudeste do país. Possui recursos naturais e origem de culturas portuguesa, negra e indígena.
É chamada de vale, pois, o rio Jequitinhonha atravessa toda a sua extensão, desde sua nascente no município de Serro até sua foz no município de Belmonte, na Bahia.

## História
Antes da colonização europeia, o Vale do Jequitinhonha foi habitado pelos índios botocudos, aranãs, tocoiós, entre outros povos do tronco macro-jê.
O primeiro explorador a desbravar o Vale do Jequitinhonha foi Francisco Bruza Espinosa em 1553, acompanhado do padre jesuíta João de Azpilcueta Navarro. A expedição chegou a Serra do Espinhaço. Outra expedição, a de Sebastião Fernandes Tourinho em 1573, partiu em busca de minerais, passando pelo rio Araçuaí. No ano seguinte, a expedição de Antônio Dias colheu pedras e minérios que revelavam a presença de metais preciosos na região.
O Vale do Jequitinhonha começou a ser ocupado pelos europeus no início do século XVIII, com a descoberta de ouro em Serro, atraindo multidões de garimpeiros. Em 1729, foram descobertos diamantes em Diamantina. Depois, foi descoberto ouro em Minas Novas. Também foram descobertos diamantes em Grão Mogol. Os mineradores vasculharam os leitos dos rios e seus afluentes, obtendo riqueza fácil.
No início do século XIX, a Coroa Portuguesa resolveu fazer novas investidas, buscando o controle e alargamento de fronteiras. Foi numa dessas expedições enviadas pela Coroa que o alferes Julião Fernandes Leão, comandando a 7ª Divisão Militar, promoveu a ocupação do vale e iniciou o combate às tribos indígenas em busca de terras propícias às pastagens. Nessa época, era intenso o comércio entre a Vila de Belmonte e Minas Novas, através do Rio Grande de Belmonte, atual Jequitinhonha. Para proteção contra ataques de contrabandistas e índios, o alferes instalou postos de vigia ao longo do Rio Jequitinhonha. Ao lado desses postos foram surgindo povoações, como Jequitinhonha, Salto da Divisa e Almenara.
A fama da região com seu minério e riqueza atraiu viajantes que a descreveriam para o mundoː Johann Baptist Emanuel Pohl, Auguste de Saint-Hilaire, Johann Baptist von Spix e Carl Friedrich Philip von Martius.
A riqueza e fama da região começou a acabar na segunda metade do século XIX, quando foram descobertos diamantes na África do Sul. O diamante africano entrou no mercado europeu mais barato, o que fez com que o preço dos diamantes despencasse, causando falências de mineradores e negociantes. A crise no preço do diamante fez com que faiscadores substituíssem a mineração do diamante pela extração do ouro. A situação se agravou com a seca de 1879, que durou três anos, matando animais e arrasando plantações.
As denúncias de abandono e a falta de perspectivas ocupava lugar de destaque nas páginas do jornal O Jequitinhonha, criado pelo "Clube dos Liberais", liderado por Teófilo Otoni e Joaquim Felício para tornarem conhecidas as ideias do clube, na tentativa de desmoralizar o governo de D. Pedro II. Nessa época, estava acontecendo a Guerra do Paraguai e o periódico usou a guerra como plataforma para dizer que a monarquia havia "virado as costas" para o Vale do Jequitinhonha.
Minas Novas também estava marcada pela decadência da extração aurífera.
A imagem do Vale do Jequitinhonha como um lugar miserável e sinônimo de atraso começou a ser formada na segunda metade do século XX, quando a elite local pressionou o governo a socorrer a região, devido a seca e a falta de recursos. Em 1964, foi criada a Comissão de Desenvolvimento do Vale do Jequitinhonha (CODEVALE), através de uma emenda na constituição estadual proposta pelo deputado Murilo Badaró (filho) e pelo arcebispo da Arquidiocese de Diamantina, Dom Geraldo de Proença Sigaud. O objetivo da CODEVALE era inserir o Vale do Jequitinhonha num projeto nacional de modernização.
A opção para o desenvolvimento regional foi o reflorestamento com eucalipto, sendo implantado na região na década de 1970, por dezessete companhias. A CODEVALE nunca atingiu seu objetivo de tornar o vale uma região desenvolvida, apenas aumentou a pobreza e criou a imagem do Vale do Jequitinhonha como o "Vale da Miséria". A monocultura do eucalipto na região causa controvérsias.
Em 2006, é construída a Usina Hidrelétrica de Irapé, que possui uma das barragens mais altas do mundo, entre os municípios de Grão Mogol e Berilo.
Atualmente, as cidades da região estão se desenvolvendo. Também, há esperanças de desenvolvimento da região, como a extração de lítio.

## Subdivisões
Virtualmente, a região é subdividida em três regiõesː
- Alto Jequitinhonha - região mais próxima da Metropolitana de Belo Horizonte, apresentando os melhores indicadores humanos e econômicos do vale;
- Médio Jequitinhonha - região situada na parte média do vale;
- Baixo Jequitinhonha - região que compreende a área mais próxima à Bahia.

## Geografia
O Vale do Jequitinhonha situa-se no nordeste mineiro. Segundo a divisão regional vigente desde 2017, o Vale do Jequitinhonha faz parte da Região Geográfica Intermediária de Teófilo Otoni.

### Relevo e hidrografia

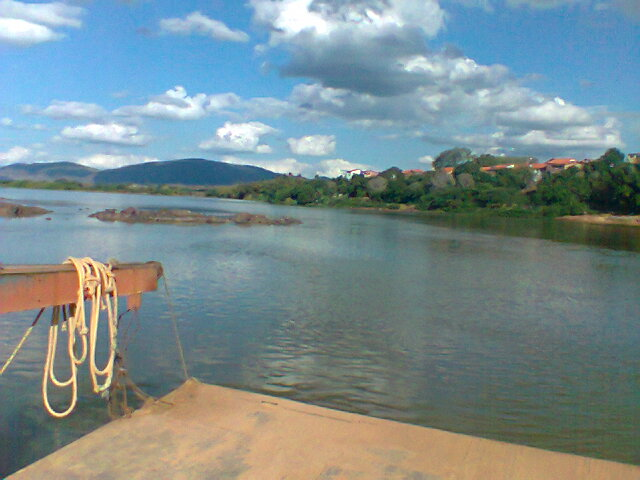
O rio Jequitinhonha na cidade de Jacinto

O Vale do Jequitinhonha é formado em sua maior parte pelo planalto do Rio Jequitinhonha. No Alto Jequitinhonha, há a Serra do Espinhaço e no Baixo Jequitinhonha, há a depressão do Rio Jequitinhonha. Os planaltos dissecados do Centro-Sul e do Leste de Minas são mais presentes no Baixo e numa pequena parte no Médio e Alto Jequitinhonha.
A região é drenada pela bacia do rio Jequitinhonha. O Jequitinhonha nasce na Serra do Espinhaço, no município de Serro, percorre 1.090 km até chegar na sua foz no município de Belmonte, na Bahia. A bacia do rio Jequitinhonha compreende uma área de 70.315 km², sendo que 66.319 km² situam-se em Minas Gerais, enquanto 3.996 km² pertencem à Bahia representando 11,3% da área do estado mineiro e apenas 0,8% do baiano.
Os principais afluentes do rio Jequitinhonha são, pela margem esquerda, os rios Itacambiruçu, Salinas, São Pedro e São Francisco, e, pela margem direita, os rios Araçuaí, Piauí e São Miguel.
O Jequitinhonha possui usinas hidrelétricas, como a de Irapé e Santa Marta, em Minas Gerais, e a de Itapebi, na Bahia.

### Clima

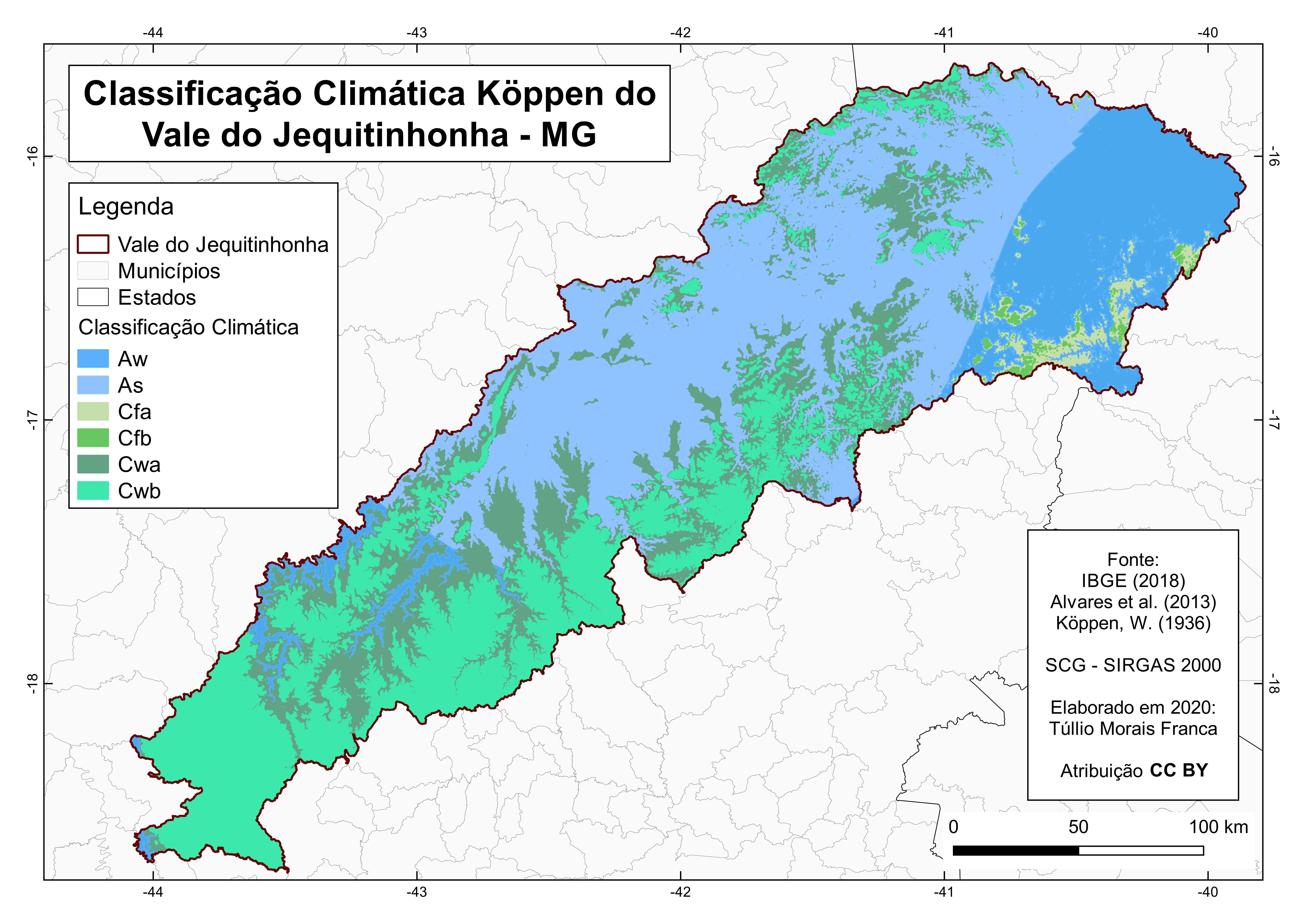
Mapa da Classificação Climática Köppen do Vale do Jequitinhonha

O Vale do Jequitinhonha faz parte do semiárido brasileiro, com variações do clima ao longo de sua extensão.
Segundo Alvares et al. (2013) e em base na classificação climática Köppen (1936), o Vale do Jequitinhonha possui os seguintes grupos climáticos: Aw, As, Cfa, Cfb, Cwa e Cwb.

### Ecologia e meio ambiente

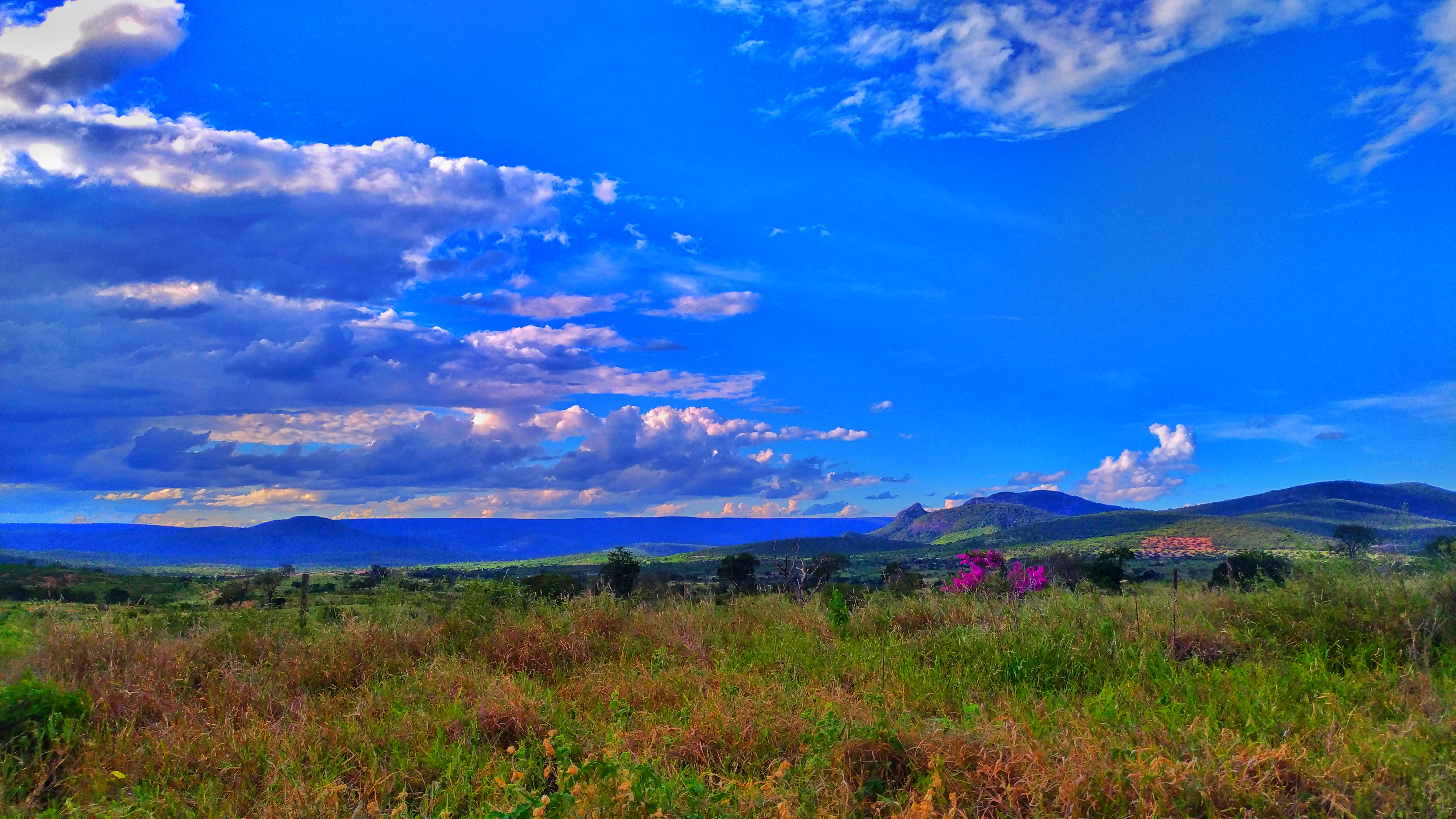
Vegetação típica do Vale do Jequitinhonha

O bioma predominante na região é a Mata Atlântica, seguido da Caatinga e do Cerrado. No entanto, a cobertura do solo está sofrendo consideráveis alterações devido às intervenções antrópicas, iniciadas no século XIX. Atualmente, os maiores problemas ambientais na região são a monocultura do eucalipto, os impactos do minério e o garimpo ilegal.
Há unidades de conservação na região, como o Parque Estadual do Rio Preto e o Parque Estadual do Biribiri.

## Demografia
A população do Vale do Jequitinhonha, segundo dados do Instituto Brasileiro de Geografia e Estatística (IBGE) em 2010, era de quase um milhão de habitantes. Diamantina é o município mais populoso do vale, com 48.230 habitantes, segundo estimativas de 2017, sendo seguido por Almenara, com 41.794 habitantes. Uma parte considerável de sua população vive na zona rural.

## Composição e política
A região é formada por 55 municípios mineiros. Na região, há a presença de organismos não estatais, dedicados à integração entre os municípios, sendo eles os consórcios intermunicipais de saúde e as associações microrregionais. No Alto Jequitinhonha, há a presença da Associação dos Municípios do Alto Jequitinhonha (AMAJE), no Médio, a Associação dos Municípios do Médio Jequitinhonha (AMEJE), fundada em 1984, e no Baixo, a Nova Associação dos Municípios do Baixo Jequitinhonha (NOVA AMBAJE). Também, há o Consórcio Intermunicipal de Saúde Entre os Vales do Mucuri e Jequitinhonha (CISEVMJ), fundado em 1997. Também existe a União dos Municípios do Vale do Jequitinhonha (UMVALE), criada em 2018 para representar as três regiões do Vale do Jequitinhonha.

## Economia
Em 2011, o Produto Interno Bruto do Vale do Jequitinhonha era em torno de R$ 1 817 473 340,00 correspondendo a 1,4% do PIB estadual, segundo dados do IBGE de 2014. As principais atividades econômicas são a agropecuária e o minério, com uma pequena participação da indústria. A região exporta principalmente minerais, como granito e pedras preciosas.

## Infraestrutura

### Saúde
O Vale do Jequitinhonha possui, no total, mais de mil leitos de UTI, 870 estabelecimentos de saúde e mais de 8 mil profissionais de saúde. Diamantina é o município do vale com mais estabelecimentos de saúde, com 105 estabelecimentos.

### Segurança e criminalidade
A segurança na região do Vale do Jequitinhonha é dada por diversos organismos. A Polícia Militar do Estado de Minas Gerais (PMMG), uma força estadual, é a principal responsável pela segurança na região. A atuação da PMMG no Vale do Jequitinhonha, assim como em todo o estado, é gerida pelas Regiões de Polícia Militar (RPMs); no caso do Vale do Jequitinhonha, a atuação é gerida pelas 15ª e 14ª RPMs, sediadas em Teófilo Otoni e Curvelo, respectivamente.
A criminalidade está sendo um grande problema na região, pois as cidades do vale estão relatando crimes violentos.

### Educação
Em 2017, houve mais de 52 mil matrículas de alunos no ensino fundamental. Na região, há a Universidade Federal dos Vales do Jequitinhonha e Mucuri e o Instituto Federal do Norte de Minas Gerais.

### Transportes
A região é atendida pela BR-367 e é cortada pela BR-116. Também existem várias estradas vicinais que conectam sedes de municípios às comunidades rurais. Não existem ferrovias ativas na região.

## Cultura
Nas artes, a região destaca-se pelas bonecas de barro, esculpidas por artesãs, notoriamente Isabel Mendes da Cunha. Essa arte teve início na primeira metade do século XX, quando diversos homens tiveram que ir embora da região, principalmente para São Paulo, em busca de emprego, deixando no vale as mulheres e crianças. Para sustentarem suas famílias, as mulheres criavam potes, panelas e vasilhas de barro que eram trocadas por alimentos em feiras da região. No início dos anos 70, as artesãs deixaram de fazer apenas peças utilitárias e passaram a fazer também esculturas de animais e bonecas.
Há artesãos que produzem esculturas de barro, como Ulisses Mendes, um artesão que retrata o cotidiano do povo do vale em suas esculturas.
A vila de Pasmadinho, no município de Itinga, se destaca por seu artesanato.
Na cultura popular, a região é conhecida pelo Festival de Cultura Popular do Vale do Jequitinhonha, um festival de cultura popular onde são reunidos cantores, contadores de causos, poetas, trovadores e corais do vale. O festival é realizado todos os anos em uma cidade escolhida pela organização do evento.
Sua religiosidade também é conhecida, como a Festa de Nossa Senhora do Rosário dos Homens Pretos, no município de Chapada do Norte, declarada Patrimônio Cultural Imaterial de Minas Gerais, e a Festa de Nossa Senhora da Lapa, em Vigem da Lapa, a maior festa religiosa do vale. A região é conhecida por ser lar de muitos benzedores que ainda exercem esta atividade.

### Turismo
Na região, há o Circuito Turístico Vale do Jequitinhonha, o Circuito Turístico das Pedras Preciosas, entre outros circuitos. A região possui atrações turísticas, como o Parque Estadual do Rio Preto em São Gonçalo do Rio Preto, com cachoeiras, desenhos rupestres e sua beleza natural. Em Almenara, há paisagens diferentes do sertão mineiro na sua zona rural, tendo também ruínas de antigas fazendas coloniais.

### Esportes
O Vale do Jequitinhonha possui vários centros esportivos. Em Capelinha, há o Esporte Clube Aranãs, um popular clube de futebol amador da região.